# Blížkovice
Blížkovice (deutsch Lispitz) ist eine Gemeinde in Tschechien. Sie liegt 21 Kilometer nordwestlich von Znojmo und gehört zum Bezirk Znaim.

## Geographie
Blížkovice befindet sich im Jaispitzer Hügelland. Der höchste Punkt liegt 446 Meter über dem Meeresspiegel. Durch den Ort fließt die Jevišovka. Im Gemeindegebiet befinden sich mehrere Fischteiche.
Die Gemeinde gliedert sich nicht in Ortsteile, hat aber zwei Katastralgebiete: Městys Blížkovice und Ves Blížkovice.
Nachbarorte sind Zvěrkovice, Zálesí, Grešlové Mýto, Blanné, Ctidružice, Moravské Budějovice, Častohostice, Nové Syrovice und Láz.

## Geschichte
Aufgrund der dreieckigen Form des Marktplatzes wird vermutet, dass hier bereits zur Zeit des Großmährischen Reiches (im 9. Jahrhundert) eine slawische Siedlung bestand.
Erstmals schriftlich erwähnt wurde Blížkovice im Jahre 1349, als der Ort bereits als Marktflecken bezeichnet wurde. Ursprünglich gab es zwei Siedlungen: eine namens „Městys Blížkovice“ (der Marktflecken Blížkovice) und eine namens „Ves Blížkovice“ (das Dorf Blížkovice). Bemerkenswert ist, dass zwei Siedlungen mit demselben Namen nebeneinander entstanden. Eine erste Vereinigung im Jahr 1910 dauerte nur ein Jahr, die definitive Zusammenlegung beider Gemeinden erfolgte 1919.
Im Jahr 1886 wurde im Ort ein Leseclub gegründet, 1893 ein Feuerwehrverein, 1900 eine Sektion der tschechisch-nationalistischen Organisation Národní jednota, 1924 ein Sportverband der Bewegung Sokol und Ableger des Geheimbundes Omladina sowie der christlichen Sportbewegung Orel. 1848 wurde eine Gemeindeschule gegründet. 1880 wurde ein Postamt eröffnet, 1924 eine Gendarmerie-Station und 1939 ein Bahnhof im Kataster Městys Blížkovice.
Am 23. Januar 2007 wurde der Gemeinde der Status eines Marktfleckens zurückverliehen.

## Sehenswürdigkeiten

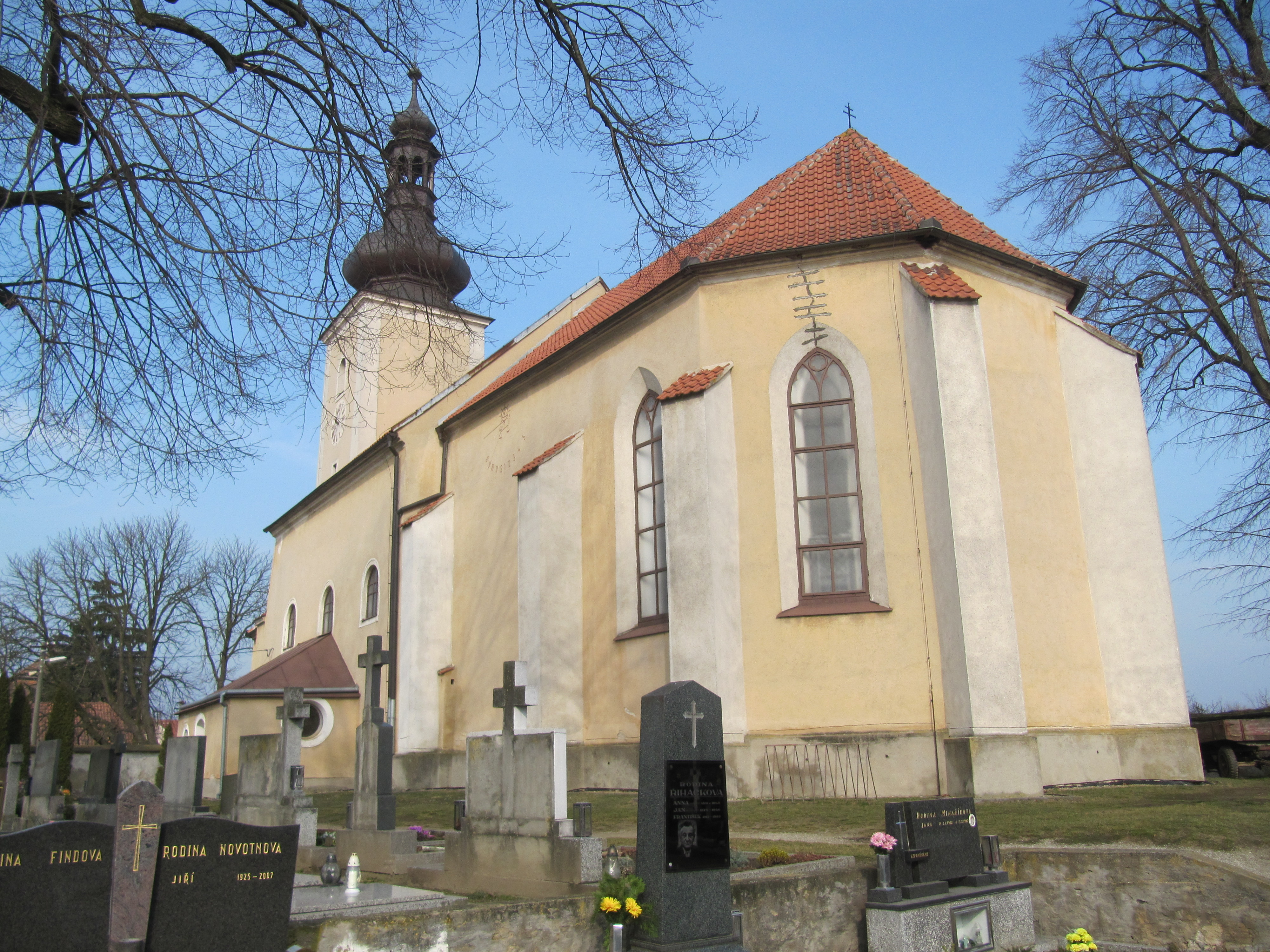
Kirche des heiligen Bartholomäus

Auf dem Dorfplatz steht die Kirche des heiligen Bartholomäus. Sie besitzt einen romanischen Kern aus der Zeit um 1200. Im ersten Viertel des 14. Jahrhunderts wurde sie im gotischen Stil erweitert. Renaissance-Umbauten erfolgten im späten 16. Jahrhundert und Barock-Umbauten in der zweiten Hälfte des 18. Jahrhunderts.

## Söhne und Töchter der Gemeinde
- Georg Prochaska (1749–1820), tschechisch-österreichischer Mediziner und Augenarzt
- Georg Konvalina (1809–1866), Bürgermeister von Městys Blížkovice und Abgeordneter des Mährischen Landtags
- Václav Plocek ( 1839), Postmeister in Blížkovice, Propagator und Lehrer des Volapük
- Eduard Staniek (1859–1914), deutscher Medailleur
- Tomáš Kuchtík (1898–1951), Pädagoge
- Josef Konvalina (1908–1985), Abgeordneter der Provisorischen und Verfassunggebenden Nationalversammlung der Tschechoslowakischen Republik